# Nordlig nållav
Nordlig nållav (Chaenotheca laevigata) är en lavart som beskrevs av Nádv. Nordlig nållav ingår i släktet Chaenotheca och familjen Coniocybaceae.  Arten är reproducerande i Sverige. Inga underarter finns listade i Catalogue of Life.